# Трошково (Польща)
Трошково (пол. Troszkowo, нім. Klackendorf) — село в Польщі, у гміні Біштинек Бартошицького повіту Вармінсько-Мазурського воєводства.
Населення — 265 осіб (2011).
У 1975-1998 роках село належало до Ольштинського воєводства.

## Демографія
Демографічна структура станом на 31 березня 2011 року:
|          | Загалом | Допрацездатний вік | Працездатний вік | Постпрацездатний вік |
| -------- | ------- | ------------------ | ---------------- | -------------------- |
| Чоловіки | 128     | 26                 | 88               | 14                   |
| Жінки    | 137     | 24                 | 78               | 35                   |
| Разом    | 265     | 50                 | 166              | 49                   |